# Lista siturilor arheologice din județul Hunedoara - J
Lista siturilor arheologice din județul Hunedoara - J conține toate siturile arheologice din județul Hunedoara înscrise în Repertoriul Arheologic Național (RAN) și aflate în localități al căror nume începe cu litera J. RAN este administrat de Ministerul Culturii și Patrimoniului Național și cuprinde date științifice, cartografice, topografice, imagini și planuri, precum și orice alte informații privitoare la zonele cu potențial arheologic, studiate sau nu, încă existente sau dispărute.
Puteți căuta un sit din localitățile care încep cu litera J folosind formularul de mai jos sau puteți naviga prin toate siturile din județ la Lista siturilor arheologice din județul Hunedoara.
| Cod RAN     | Denumire | Localitate                       | Adresă      | Datare     | Descoperit | Coordonate                                    | Imagine           | Erori            |
| ----------- | --- | -------------------------------- | ----------- | ---------- | ---------- | --------------------------------------------- | ----------------- | ---------------- |
| 90495.01.01 | Așezarea neolitică de la Josani - Jumătăți / ansamblu anonim (Categorie: locuire civilă) (Tip: Așezare)          | sat Josani, comuna Pestișu Mic   | Jumătăți    | - B        |            | 45°48′01″N 22°50′39″E / 45.80028°N 22.84421°E | Încărcați imagine | Raportați eroare |
| 90306.01.01 | Villa rustica de la Jeledinți- Tihuța / ansamblu anonim (Categorie: locuire) (Tip: Așezare)                      | sat Jeledinți, comuna Mărtinești | Tihuța      | dacica     |            |                                               | Încărcați imagine | Raportați eroare |
| 90306.01.02 | Villa rustica de la Jeledinți- Tihuța / ansamblu anonim (Categorie: locuire) (Tip: Villa rustica)                | sat Jeledinți, comuna Mărtinești | Tihuța      |            |            |                                               | Încărcați imagine | Raportați eroare |
| 90495.02.01 | Așezarea de epocă romană de la Josani - La Cărămizi / ansamblu anonim (Categorie: locuire civilă) (Tip: Așezare) | sat Josani, comuna Pestișu Mic   | La Cărămizi |            |            | 45°47′39″N 22°50′59″E / 45.79415°N 22.84962°E | Încărcați imagine | Raportați eroare |
| 90306.02.01 | Situl arheologic de la Jeledinți - Măgura / ansamblu anonim (Categorie: locuire) (Tip: Așezare)                  | sat Jeledinți, comuna Mărtinești | Măgura      | Wietenberg |            | 45°47′17″N 23°04′27″E / 45.78818°N 23.07417°E | Încărcați imagine | Raportați eroare |
| 90306.02.02 | Situl arheologic de la Jeledinți - Măgura / ansamblu anonim (Categorie: locuire) (Tip: Așezare)                  | sat Jeledinți, comuna Mărtinești | Măgura      | dacică     |            | 45°47′17″N 23°04′27″E / 45.78818°N 23.07417°E | Încărcați imagine | Raportați eroare |